# Звільнення на берег (фільм)
«Звільнення на берег» — радянський чорно-білий художній фільм Фелікса Міронера. Прем'єра відбулася 18 червня 1962 року. Дебют в кіно Льва Пригунова.

## Сюжет
Матрос Микола Валєжніков з Донбасу служить в Севастополі. В один із днів він отримує звільнення на берег. Його друг Петро, який не отримав звільнення, просить Миколу передати його дівчині Жені на березі, що він не зможе прийти. В умовленому місці Микола не може відшукати Женю і в підсумку кличе її на ім'я. На поклик обертається Женя Єфремова, яка дійсно чекає Петра і, як здається Миколі, дуже сильно засмучена тим, що той не прийшов. Випадково Микола дізнається, що Женя працює листоношею і втратила казенні гроші сумою в 300 рублів, і тепер їй загрожують великі неприємності. Микола вирішує допомогти дівчині і цілий день вони намагаються зібрати потрібну суму найнеймовірнішими шляхами. В процесі Микола закохується в Женю і тому мучиться совістю.
Увечері він приводить Женю в клуб моряків, щоб зібрати трохи грошей у товаришів по службі, які там танцюють. І тут же з'ясовується, що Женя Єфремова зовсім не дівчина його друга, а подруга іншого товариша по службі, теж Петра, якому вона напередодні послала записку з проханням про допомогу і, за збігом, призначила зустріч на тому ж самому місці, але цей Петро просто проігнорував її.
Нарешті, зібрана майже вся сума, а решту Женя повинна буде отримати наступного ранку поштовим переказом. Микола проводжає її до квартири, там з'ясовується, що за час її відсутності приходив дільничний і залишив їй повістку в міліцію. Там з'ясовується, що викликали Женю якраз через те, що зниклі гроші були знайдені, просто Женя через незнання не звернулася в міліцію. Після цього матрос і дівчина прощаються і вирішують через тиждень зустрітися на тому ж місці. Однак через тиждень Микола не отримує звільнення і просить Петра про аналогічну послугу.

## У ролях
- Аріадна Шенгелая —  Женя
- Лев Пригунов —  Микола Валєжніков
- Василь Макаров —  Василь Кузьмич, вітчим Жені
- Світлана Коновалова —  Зінаїда Прокопівна, мати Жені
- Володимир Дібров —  Сергій, брат Жені
- Володимир Висоцький —  Петро, друг Валєжнікова
- Володимир Трещалов —  Петро, хлопець Жені
- Геннадій Юхтін —  Василь Іванович, колишній моряк
- Юлія Цоглин —  дружина Василя
- Євген Лавровський —  Олександр, капітан I рангу
- Наталія Кустинська —  Катя Федорова
- Валентина Савельєва —  Люся
- Станіслав Хитров —  міліціонер
- Світлана Агєєва —  кондуктор
- Валентина Кузнецова —  співробітник переговорного пункту
- Валентина Ананьїна —  Нюра, домробітниця Каті
- Олексій Бахар —  шофер вантажівки
- Вадим Грачов —  Стьопа, чоловік Каті
- В. Дьомін —  Альошка, матрос
- Є. Дубасов —  приятель Жені
- Валерій Зотов — епізод
- Едуард Ізотов —  студент Борис
- Віктор Сергачов —  студент Вітя
- Геннадій Юденич —  матрос
- Данило Нетребін —  будівельник
- Лариса Гордейчик —  Клава  (немає в титрах)
- Леонід Євтіф'єв —  матрос на танцях  (немає в титрах)

## Знімальна група
- Сценарій і постановка  Фелікс Міронера
- Оператор-постановник: Юрій Зубов
- Художник-постановник:  Микола Маркін
- Композитор:  Кирило Молчанов
- Звукооператор:  Віктор Бєляров
- Другий режисер: Лев Брожовський
- Монтаж:  Есфірь Тобак
- Художник по костюмах: Людмила Ряшенцева
- Грим: М. Агафонова
- Асистенти режисера:  Леон Кочарян, Л. Черток
- Художник-декоратор: Є. Рубінштейн
- Текст пісень  Микола Доризо
- Редактор: В. Гетов
- Директор картини: Віктор Слонимський
- Оркестр Управління з виробництва фільмів
  - Диригенти:  Григорій Гамбург,  Емін Хачатурян
- «Пісню про рідне місто» виконав  Володимир Трошин